# HMS Royal Oak (1769)
Royal Oak (1769) — 74-пушечный линейный корабль 3 ранга Королевского флота, третий корабль Его величества, названный Royal Oak.
Заказан 16 ноября 1765 года. Спущен на воду 13 ноября 1769 года на королевской верфи в Плимуте.
Участвовал в Американской революционной войне.
1779 — капитан Томас Фицхерберт (англ. Thomas Fitzherbert), был при Гренаде.
1781 — капитан Джон Ардесуаф (англ. John Plumer Ardesoif); был при мысе Генри и при Чесапике.
1782 — капитан Бернетт (англ. T. Burnett) был при островах Всех Святых.
1796 — превращен в плавучую тюрьму.
Отправлен на слом и разобран в 1815 году.